# Arboriculture

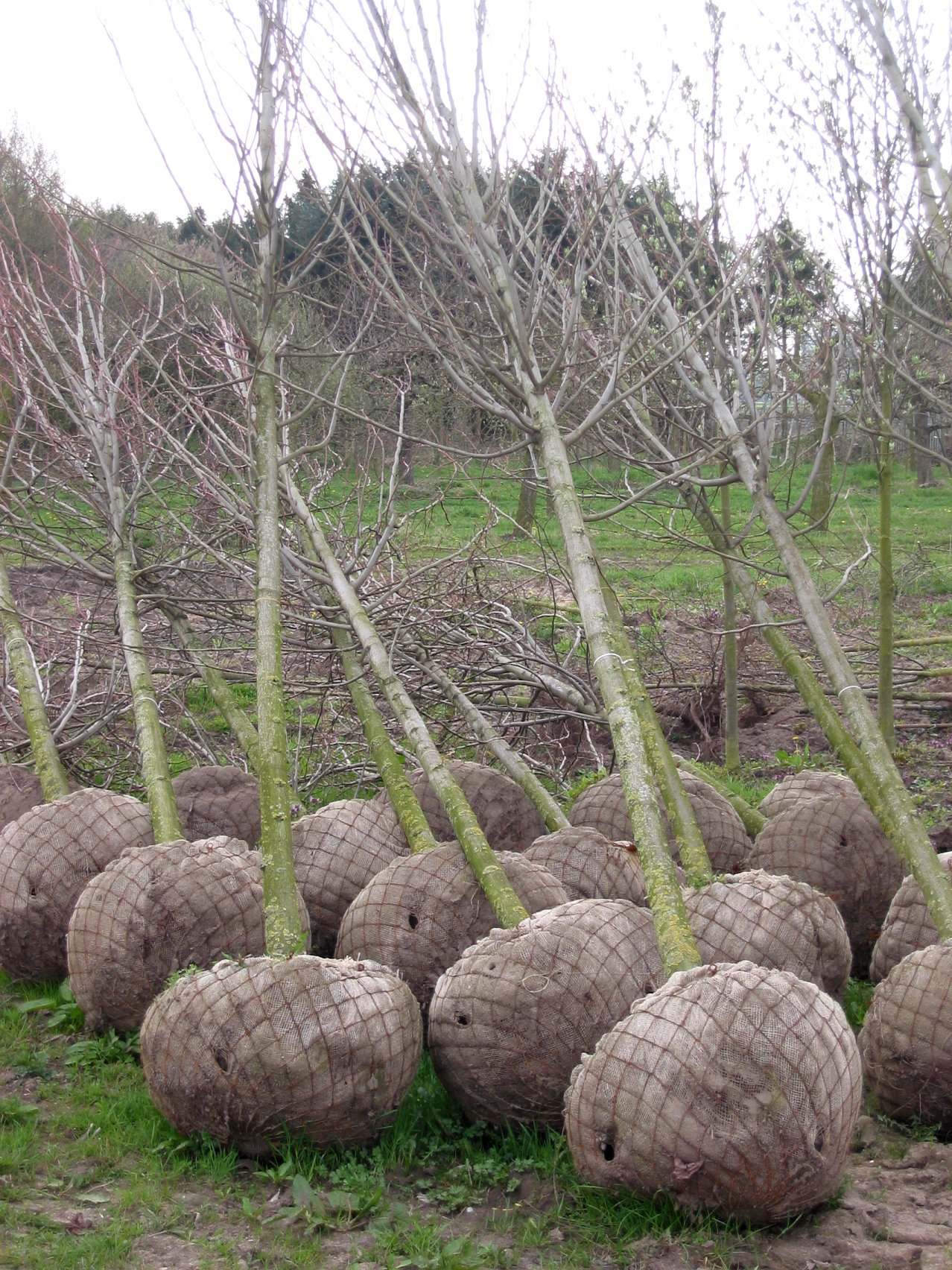
Arbres prêts à être transplantés.

L'arboriculture désigne l'activité humaine qui consiste à cultiver des arbres.
La discipline comprend l'étude de la physiologie végétale, de la façon dont les arbres réagissent à leur environnement (pédologie, climatologie) et aux différentes techniques d'entretien.
L'arboriculteur a comme principale activité les différents soins aux arbres tels que la taille ou les traitements phytosanitaires (résistance aux ravageurs et aux agents pathogènes). Il peut aussi faire des travaux de sélection.
L'arboriculture se distingue de la sylviculture par le fait que la sylviculture est une production de masse : l'arboriculture est à la sylviculture ce que l'horticulture est à l'agriculture.

## Éléments historiques
« Avec le développement urbain à la fin du XIXe siècle, un besoin d'arbres d'agrément émerge et on voit apparaître les premiers conseils en arboriculture. Dès 1924, l'International Society of Arboriculture aux États-Unis crée la spécialité de « Tree Surgery », la chirurgie arboricole. »

## Types
On distingue deux grands types d'arboriculture :
- l'arboriculture fruitière qui demande les compétences nécessaires à l'entretien des arbres fruitiers et à la production de fruits en verger,
- celle des soins aux arbres (en) d'ornement destinés à l'espace public ou privé.

S'il s'agit de produire des plants d'arbres, on parlera plutôt de pépinière arboricole, qui relève de l'horticulture et/ou bien des essences forestières pour la production et récolte de bois, ce qui relève de la sylviculture.